# Reichenbach (Landkreis Kronach)
Reichenbach ist eine Gemeinde im Landkreis Kronach (Oberfranken), Bayern. Die Gemeinde ist Mitglied der Verwaltungsgemeinschaft Teuschnitz.

## Geografische Lage
Reichenbach liegt im Naturpark Frankenwald auf einer Hochebene. Im Ort entspringt der Reichenbach, ein rechter Nebenfluss der Kremnitz. Durch den Ort verläuft der Fränkische Marienweg.

## Gemeindegliederung
Die Gemeinde besteht nur aus dem Pfarrdorf Reichenbach.

## Geschichte
Der Ort wurde 1190 als „Richebach“ erstmals urkundlich erwähnt. Der Ortsname leitet sich von einem gleichlautenden Gewässernamen ab, dessen Bedeutung starker Bach ist. Reichenbach gehörte zum Kloster Langheim. Nachdem das Kloster in wirtschaftliche Schwierigkeiten geraten war, verkaufte es 1388 Reichenbach mit seinen Besitzungen im Frankenwald an das Hochstift Bamberg.
Gegen Ende des 18. Jahrhunderts gab es in Reichenbach 48 Anwesen (4 Güter, 5 Dreiviertelgüter, 11 Halbgüter, 10 Viertelgüter, 1 Achtelgut, 15 Tropfhäuser, 2 halbe Tropfhäuser). Das Hochgericht übte das bambergische Centamt Teuschnitz aus. Die Dorf- und Gemeindeherrschaft sowie die Grundherrschaft über alle Anwesen hatte das Kastenamt Teuschnitz inne. Neben den Anwesen gab es noch 1 Halbgut, das unbewohnt war.
Infolge der Säkularisation kam Reichenbach nach Bayern. Mit dem Gemeindeedikt wurde 1808 der Steuerdistrikt Reichenbach gebildet, zu dem Haßlach gehörte. Mit dem Zweiten Gemeindeedikt (1818) entstand die Ruralgemeinde Reichenbach. Sie war in Verwaltung und Gerichtsbarkeit dem Landgericht Teuschnitz zugeordnet und in der Finanzverwaltung dem Rentamt Rothenkirchen (1919 in Finanzamt Rothenkirchen umbenannt). 1837 wurde Reichenbach dem Landgericht Ludwigsstadt zugewiesen. Von 1862 bis 1880 und von 1888 bis 1931 gehörte Reichenbach zum Bezirksamt Teuschnitz, von 1880 bis 1888 und ab 1931 zum Bezirksamt Kronach (1939 in Landkreis Kronach umbenannt). Die Gerichtsbarkeit blieb beim Landgericht Ludwigsstadt (1879 in Amtsgericht Ludwigsstadt umbenannt, das 1956 zu einer Zweigstelle des Amtsgerichts Kronach wurde). Die Finanzverwaltung wurde 1929 vom Finanzamt Kronach übernommen.
In den Jahren 1951/1952 wurde ein neues Feuerwehrhaus errichtet. In dem Gebäude wurde auch die Gemeindekanzlei untergebracht. Diese hatte zuvor ihren Sitz in der alten Schule. 1971 ließ die Gemeinde das Rathaus erweitern und aufstocken. Die Kreissparkasse Ludwigsstadt bezog im gleichen Gebäude Räumlichkeiten für ihre Zweigstelle.
Im Jahr 1927 wurde im Ortszentrum die katholische Filialkirche St. Peter und Paul errichtet. Diese wurde 1979 abgebrochen, nachdem die neue Kirche St. Michael von 1974 bis 1975 gebaut worden war. Durch den Bamberger Erzbischof Elmar Maria Kredel erfolgte am 18. September 1977 die Kirchenweihe. Am 18. Juli 1978 wurde Reichenbach zur Pfarrkirche der Pfarrei Haßlach bei Teuschnitz ernannt.

## Einwohnerentwicklung
Zwischen 1988 und 2018 sank die Einwohnerzahl von 956 auf 667 um 289 bzw. um 30,2 %; drittstärkster Einwohnerverlust in Prozenten in Bayern im genannten Zeitraum.
| Jahr | Einwohner | Häuser | Quelle |
| ---- | --------- | ------ | ------ |
| 1818 | 242       | 47     | [ 10 ] |
| 1840 | 317       |        | [ 12 ] |
| 1852 | 340       |        | [ 12 ] |
| 1855 | 360       |        | [ 12 ] |
| 1861 | 404       |        | [ 13 ] |
| 1867 | 431       |        | [ 14 ] |
| 1871 | 433       | 69     | [ 15 ] |
| 1875 | 452       |        | [ 16 ] |
| 1880 | 456       |        | [ 17 ] |
| 1885 | 484       | 89     | [ 18 ] |
| 1890 | 503       | 93     | [ 19 ] |
| 1895 | 548       |        | [ 12 ] |
| 1900 | 588       | 108    | [ 20 ] |

| Jahr | Einwohner | Häuser | Quelle |
| ---- | --------- | ------ | ------ |
| 1905 | 609       |        | [ 12 ] |
| 1910 | 638       |        | [ 21 ] |
| 1919 | 679       |        | [ 12 ] |
| 1925 | 839       | 123    | [ 22 ] |
| 1933 | 954       |        | [ 23 ] |
| 1939 | 1013      |        | [ 23 ] |
| 1946 | 1059      |        | [ 23 ] |
| 1950 | 1160      | 168    | [ 24 ] |
| 1952 | 1130      |        | [ 23 ] |
| 1961 | 1097      | 209    | [ 25 ] |
| 1970 | 1104      |        | [ 26 ] |
| 1987 | 966       | 265    | [ 27 ] |
| 2008 | 762       |        | [ 28 ] |
| 2017 | 671       | 262    | [ 28 ] |

## Politik

### Gemeinderat
Der Gemeinderat hat acht Mitglieder. Dazu kommt der Erste Bürgermeister.
|      | CSU | SPD | Bürgerliste Reichenbach (BLR) | Gesamt  |
| ---- | --- | --- | ----------------------------- | ------- |
| 2002 | 3   | 5   | 0                             | 8 Sitze |
| 2008 | 5   | 3   | 0                             | 8 Sitze |
| 2014 | 2   | 4   | 2                             | 8 Sitze |
| 2020 | 2   | 4   | 2                             | 8 Sitze |

### Bürgermeister
Erste Bürgermeisterin ist seit 1. Mai 2008 Karin Ritter (SPD). Vorgänger war Roland Schnappauf (SPD).

### Wappen
Die Gemeinde Reichenbach führt seit 1965 ein Wappen.
| Wappen von Reichenbach | Blasonierung: „In Blau über einem gesenkten silbernen Wellenbalken schräg gekreuzt ein goldener Bergmannshammer und ein goldener Schieferdeckerhammer, dahinter ein aufrechter, durchgehender, linksgewendeter goldener Krummstab.“                                                                           |
| Wappen von Reichenbach | Wappenbegründung: Der Krummstab sowie die Farben Gold und Blau weisen auf das Kloster Langheim hin, in dessen Besitz es bis 1388 war. Der Bergmannshammer und der Schieferdeckerhammer erinnern an den Schieferabbau in thüringischem Gebiet, der eine wichtige Erwerbsquelle für die Bevölkerung darstellte. |

## Baudenkmäler

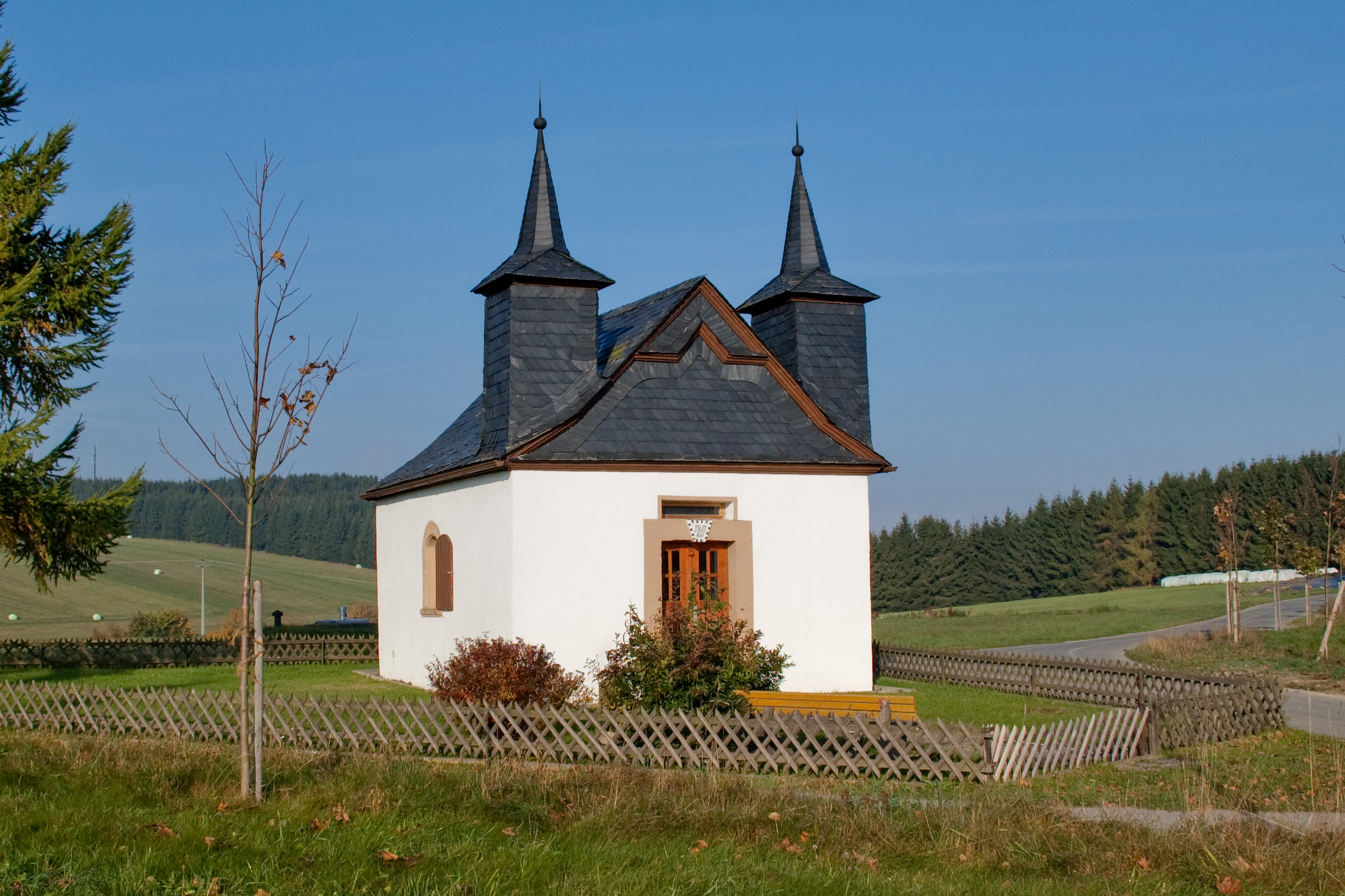
Feldkapelle St. Mariae

## Verkehr
Die Kreisstraße KC 24 führt zur Kreisstraße KC 8 (0,5 km südwestlich) bzw. die Staatsstraße 2209 kreuzend nach Lauenhain (4,1 km nördlich).